# Comité Paralímpico de Madagascar
El Comité Paralímpico de Madagascar es el comité paralímpico nacional que representa a Madagascar. Esta organización es la responsable de las actividades deportivas paralímpicas en el país. Es miembro del Comité Paralímpico Internacional y del Comité Paralímpico Africano.